# گائوتسو (دودمان هان متأخر)

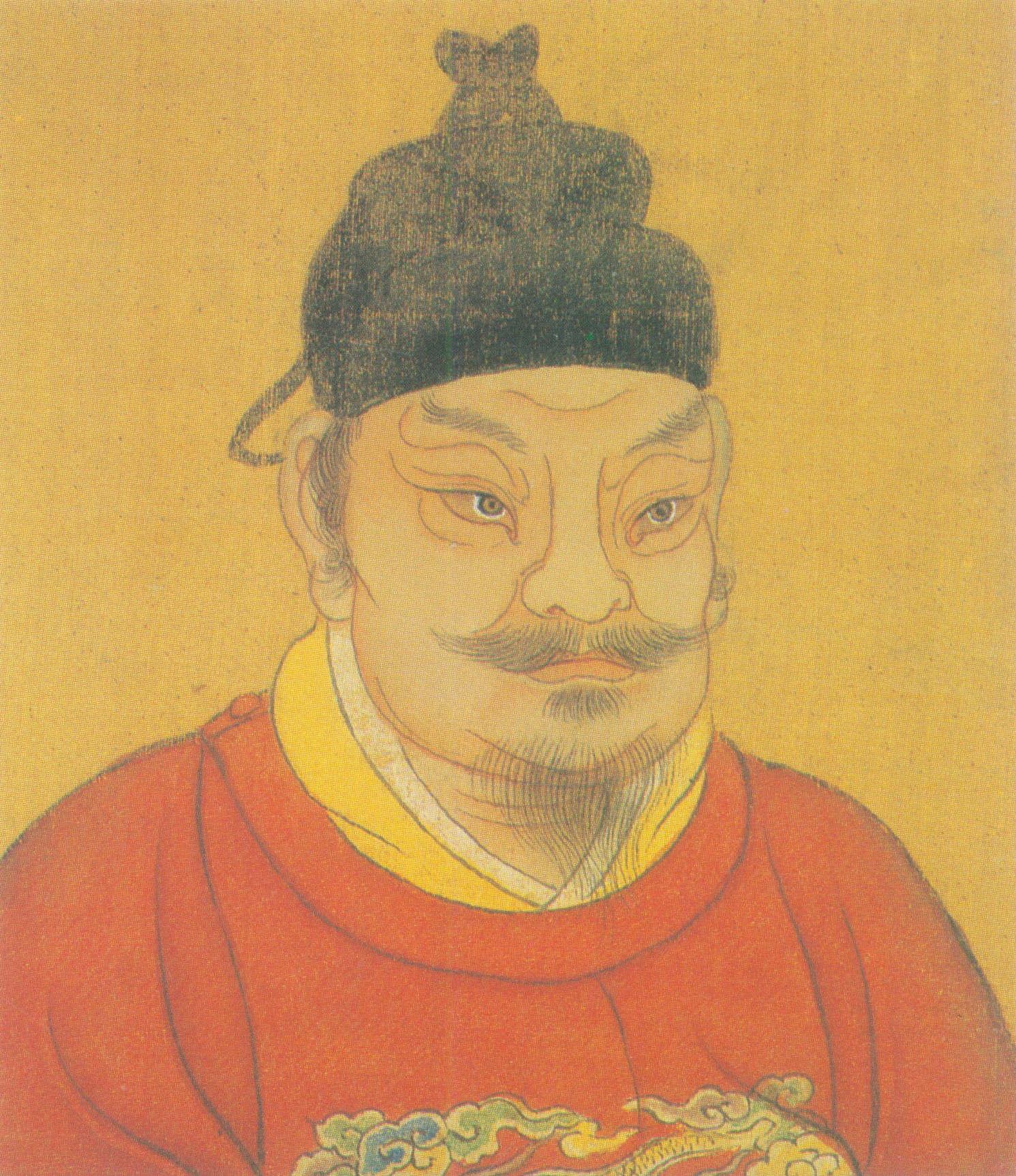
عکس از گائوتسو

گائوتسو(پین‌یین:Gaozu) یا لی چیوان (پین‌یین:Liu Zhiyuan)(زادهٔ ۸۹۵- مرگ ۹۴۸ میلادی) بنیادگذار شاتوئو‌تبار دودمان هان متاخر در دوره پنج دودمان و ده پادشاهی در تاریخ چین بود. پادشاهی او تنها سه سال پایید.
گائوتسو در اصل یک فرمانده جنگی در منطقه‌ای در تائی‌یوان در شانشی کنونی و در خدمات دودمان چین متاخر بود. خود این دودمان دست‌نشاندگان دودمان لیائو -مستقر در شمال چین- بودند. آنگاه که امپراتور چین متاخر بر آن شد تا با امپراتوری لیائو به نبرد برخیزد نصیبی جز شکست و از میان برداشته‌شدن دودمانش نیافت. در این زمان امپراتور دودمان لیائو نیز مرد و گائوتسو از این خلاء قدرت بهره‌برد و در پیرامون ۹۴۷ میلادی خود تشکیل یک دودمان داد. وی نام دودمان خود را نیز هان نهاد، زیرا ادعای آن داشت که از تبار دودمان هان و امپراتور آن گائوتسو است.
با مرگ زودهنگام گائوتسو امپراتوری به پسر نوجوان او رسید. سرانجام پس از دو سال با یک کودتای نظامی عمر دودمان هان متاخر نیز به سر آمد و دودمان چوی متاخر جایگزین آن شد.